# Elyas Eldridge
Elyas Eldride – niemiecki aktor dziecięcy.

## Życiorys
Elyas jest synem Roda Eldridge, muzyka z zespołu Naturally 7 i kuzynem amerykańskiego aktora, reżysera i scenarzysty Simeona Othello Daise.

## Kariera
Elyas wystąpił po raz pierwszy w 2023 roku, występując w produkcji Disney+ pt. Sam z Saksonii. Elyas wystąpił w dwóch odcinkach, w których wcielił się w rolę siedmioletniego Sama. W tym samym roku wcielił się w czterech odcinkach serialu Boom Boom Bruno w rolę Kasper.
W 2025 roku Elyas po raz pierwszy wystąpił w filmie kinowym, w którym wcielił się w główną rolę. Był to dramat pt. Das Licht, którego reżyserem był Tom Tykwer. Elyas wcielił się w rolę Dio.

## Filmografia

### Filmy
| Rok  | Tytuł     | Tytuł oryginalny | Rola | Źr.   |
| ---- | --------- | ---------------- | ---- | ----- |
| 2025 | Das Licht | Das Licht        | Dio  | [ 3 ] |

### Seriale
| Rok  | Tytuł           | Rola             | Źr.   |
| ---- | --------------- | ---------------- | ----- |
| 2023 | Sam z Saksonii  | Siedmioletni Sam | [ 2 ] |
| 2023 | Boom Boom Bruno | Kasper           | [ 1 ] |